# Копривштиця
Копривштиця (болг. Копривщица) — місто в Болгарії, на річці Тополниця. Розташоване у Софійській області, входить до складу громади Копривштиця. Населення становить 2486 чоловік.
(колишня альтернативна назва Копришниця)
Розташоване недалеко від міст Пирдоп, Клісура, Стрелча і Панагюриште.  Місто є центром і єдиним населеним пунктом в муніципалітеті Копривштиця.  Пісня "Чудовий ти, мій ліс" з текстами Любена Каравелова та музикою Георгія Горанова є неофіційним гімном міста.

## Географія

### Розташування
Копривштиця розташована в 12 км від Підбалканської дороги, на схід від Софії (110 км) і Пирдопу (24 км), на північ від Пловдива (90 км) і Стрелчи (22 км).  Місто розташоване в мальовничій долині вздовж річки Топольниця, у гірській місцевості, у центральній частині Сищинських Середніх гір.

### Клімат

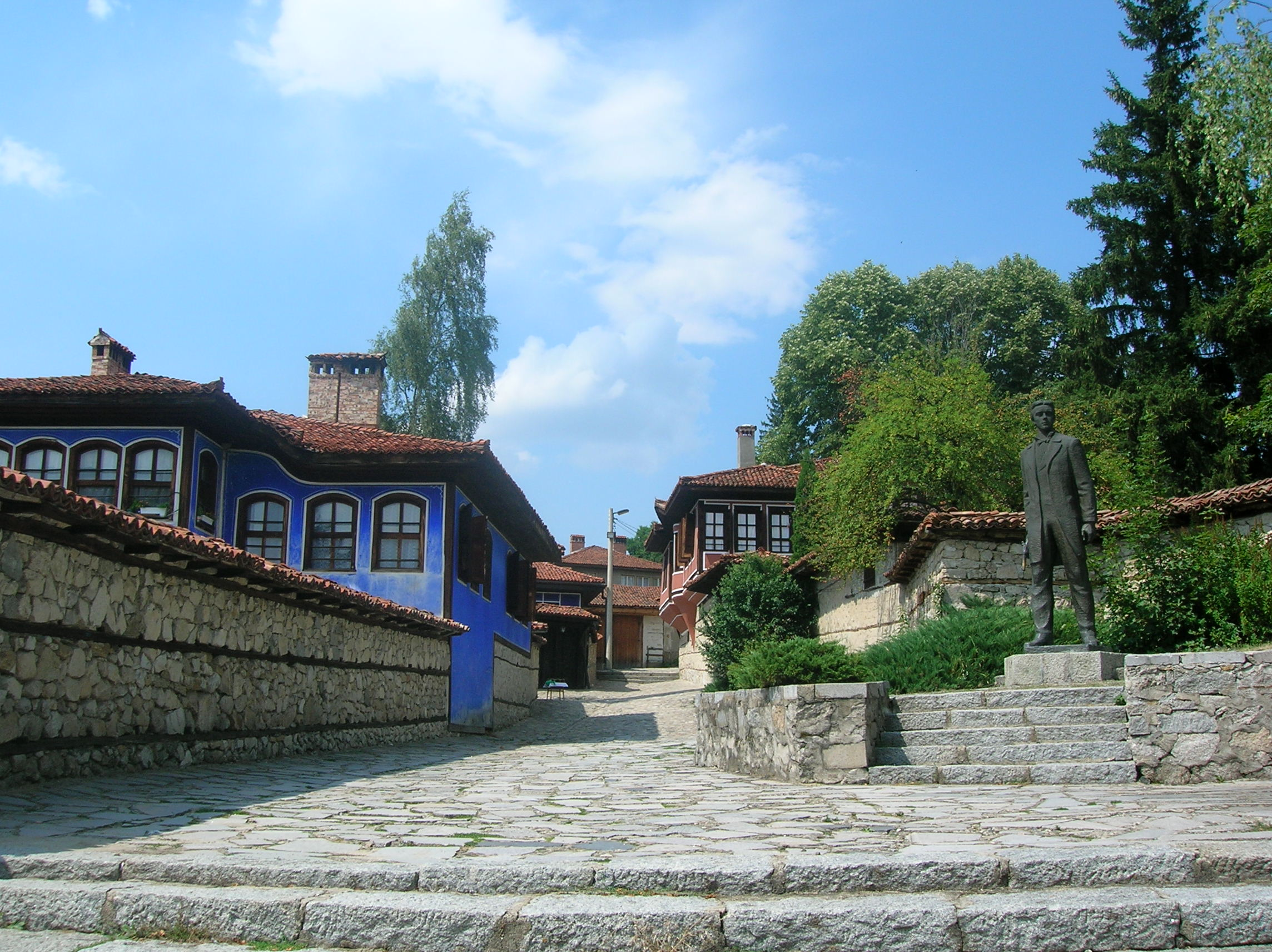
Вид Копривштиці

Розташоване на 1061 м над рівнем моря, місто має яскраво виражений континентальний гірський клімат. Зима холодна, але сонячна (-4,2 °C протягом найхолоднішого січня), з міцним сніговим покривом, а літо прохолодне і  (16,8 °C у найспекотнішому місяці липні) через великої висоти і звичайного для літнього сезону місцевого північного вітру, що йде по долині річки Тополниця з високих схилів Старих Планин. 

### Ґрунт і рельєф
Переважають бурі лісові ґрунти.

### Флора і фауна
Гірські масиви були вкриті століттями буковими лісами, а останнім часом площі  були засаджені хвойними породами (переважно  сосни і ялини за рахунок їх швидкого зростання), що критикують сучасні екологи, оскільки вважають, що хвойне заліснення  виснажує ґрунти.  Ще одним специфічним видом є європейська модрина.  У горах багато місць з суницею, малиною, ожиною, кропивою, щавелем,  різними грибами, крокусами тощо.  До великих диких тварин відносяться дикі кабани, олені, лисиці, вовк, орли та інші.  Поряд з містом можна побачити рідкісного беркута і чорну лелеку.
Копривштиця має довгу традицію землеробства та тваринництва - незважаючи на статус міста, до цих пір цим займається значна частина населення.  Культивують головним чином картоплю, жито , боби, горох, аличу, гарбуз, цукіні, деякі види яблук, аронію та інші.  Для того, щоб годувати худобу, заготовляють сіно, лутигу і овес посівний.  Вирощують традиційно овець, корів, коней, курей і качок.  Широкий вибір корисних трав  в місті та його околицях дозволяє займатися фітотерапією.

## Історія

### Назва
На думку більшості дослідників, назва міста походить від кропиви, а Володимир Георгієв вважає його перекладом більш раннього фракійського слова (* Усдик(е), буквально «кропива»). Інша гіпотеза, запропонована Василем Міковим, асоціює застарілу форму назви «Коприштиця» з грецьким словом κοπριά («гній»).

### Легенди про Копривштицю
Історики ще не мають єдиної думки щодо створення міста Копривштиця.

#### Переказ про Жупату
Передбачається, що старі дороги, що з'єднують міста Златиця, Пирдоп і Клісура зі Стрелчою і Панагюриште, перехрещувались у Копривштицях. Розташоване в долині, вкритій пишною зеленою травою, з річкою Топольниця та її притоками, місце було придатне для відпочинку караванів, мандрівників і торговців.
Завдяки сприятливим природним умовам територію заселила давньо-болгарська сім'я з її стадами — так звана «жупа». Вони утворили нове поселення. Зі збільшенням чисельності осіб у жупі зросли будинки, утворилися невеликі домогосподарства. Майже кожен родич отримав прізвисько — Тиханек, Козлек, Дуплек, Ломек через специфічні риси, професії та події, пов'язані з ним. Звідти прийшли назви недавно побудованих районів, деякі з яких залишилися як сімейні імена.
На підтвердження цієї теорії є те, що частина Ламбовського району (Кокон) і сьогодні називається Жупа. Ця частина — невелика площа, розташована в центрі околиці. У 1922 р на південно-західній стороні навколо площі був збудований фонтан під назвою Райна або Райновець. Його спонсорами стали жінки з місцевого товариства «Благовіщення». Ця частина околиці називається «Ізгорит».

#### Боярин з Рили
Інша легенда розповідає про молоду жінку, яка оселилася в Копривштиці, тому що місцевість підходила для тваринництва. Незабаром після прибуття вона вирушила до Едірне (сьогоднішня Туреччина), де просила султана зробити її правителькою Копривштиці, і село згодом отримало великі привілеї. Вперше султан назвав селище Авраталан — «жіноча поляна», назву цю тоді часто використовували турки. Традиції говорять, що турок з підкованим конем не мав права проходити через село, а його жителі могли вільно носити зброю. Від вдячності боярину Копривштиця називала себе Султанка, а її нащадки багато років називалися султанчанами.
Цілком можливо, що ці дві версії створення Копривштиці пов'язані між собою. У початковий період після заселення старої жупи, споріднені стосунки були дуже розвинуті. З цієї причини коприівштичани шукали жінок з інших селищ. Не виключено, що один з членів жупи благородного походження одружився з жінкою боярського роду.

#### Місто, побудоване біженцями
Є припущення, що після падіння Болгарії при турецькому правлінні на території області оселилися біженці — нащадки великих болгарських сімей, купців, скотарів з стадами. Серед них були три пастухи — Ламбо, Тороман і Арнаутин («арнаути» — албанці і болгари з албанських македонських провінцій). Вони створили невеликі сімейні громади, які з часом зростали, і їх імена стали назвами існуючих кварталів у місті — Тороман, Ламбовська та Арнаутська околиці.
У середині XVIII століття жителі Копривштиці проводять судові позови за пасовища біля Стрелчи. У той час коли села належали вакфові Михримах, померла дочка султана Сулеймана I.

#### Легенда про текучі камені
У 18-19 століттях, коли у Копривщиці налічувалось майже 12 000 жителів, управління села (тоді це було село) було матріархальним. Оскільки худоба та ремесла не були достатнім джерелом існування, чоловіки масово пішли на заробітки (гурбет). Через декілька кілометрів від села по дорозі на Пазарджик і Пловдив, що вела заробітчан до Константинополя і Близького Сходу, перед спуском до Стрелчі, протікала річка через місце, усіяне кам'яними глибами. До цього місця родини відправляли батьків і братів на довгу і ризиковану подорож. Розлука була важкою і багато років сльози проливалися саме тут. Тож кам'яні купи отримали своє гірко-іронічне ім'я — Текучі каміння.

### Історія міста

#### Під османським правлінням
- Копривштиця (Авралатлан , Жіноче поле, галявина по-турецьки) було найважливішим військовим селом солдатів у Середніх горах і знаходилося на відстані 10 годин від Пловдива. Легенда про рильську бояриню, яку султан поставив над селом, відображена в його османській назві. Серед великих привілеїв, які отримує поселення, є заборона туркам проходити через це місце верхи, а місцеві копривштичане носять барвистий одяг, високі шапки, їздять на хороших конях і користуються доброю зброєю. Ці придбання, безсумнівно, підтверджують військовий статус села, коли військові Копрившивці в лавах турецької армії досягали Офена і Відня. Вони жили відносно вільно, не сплачуючи великих податків, як решта населення болгарських земель, і незабаром кількість мешканців досягла 10 тисяч. Балабан Юнак, який проявив мужність у війнах з австріяками, вимолив жителям Копривштиці, новий указ, згідно з яким село безпосередньо стало підпорядкованим султанові і що, крім податку до цариградської мечеті Фетхі, вона вільна від усіх податків; що місцеві губернатори мають право носити спеціальні капелюхи і що буде тільки один турецький чиновник, підпорядкований місцевому начальнику[6].
- Через привілеї, якими користувалися копривштичане, вони зберегли своє благополуччя після падіння Болгарії під османським правлінням. Багатство міста приваблювало курджаліїв, які в 1793, 1804 та 1809 роках грабували і спалювали його, залишивши лише перше селище «Павликянський будинок». У нападі 1793 р. біженці були розкидані від Пловдива до Едірне і Димотики.[7] Завдяки їх патріотизму, винахідливості та працьовитості, копривштичане здатні були відродити місто і зберегти його чарівність для сьогодення.
- У 1867 році, у день Святї Трійці Василь Левський приїжджає до Копривштиці і створює перший революційний комітет. Його членами стають Петко Бояджиєв, Іванчо Христов, Цоко Будин, Нешо Попбрайков — вчитель, та інші. Комітет не має чіткої програми дій, але керується апостолами через візити або листи. Апостол В. Левський хоче отримати інформацію про чоловіків, які можуть боротися зі зброєю, припасати продовольство у приховані місця навколо гірського села. Апостол Свободи готує дух Копривштиця для майбутнього повстання. У 1868 році Левський повернувся у Копривштиці, і перш, ніж він був захоплений турками, він знову відтворив пробудження балканського поселення.[8][9] 20 квітня 1876 спалахнуло Квітневе повстання. Група, очолювана Георгієм Тиханеком, випадково зустрічає Кара Хусейна Хайдука на мосту Каличова, і Тиханек застрелює його. Це перший турок, загиблий у повстанні. Повстання було оголошено Тодором Каблешковим, а інший герой, Гавраїл Хлитев, відомий поколінням як Георгій Бенковський, стає лідером народного повстання, героїчно гине на Тетевенському Балкані. 1 травня башибузуки починають збиратися навколо Копривштиці. підтримувані регулярною армією з артилерією. Турки налічують близько 5 тис. осіб. Вони вже знищили Панагюриште і послали свого помічника — миралая Хасана бея, щоб захопити Копривштицю. Повстанці були передані чорбаджі. Вони вступають у переговори з Хасаном беєм, даючи туркам навіть викуп. Тим не менш, бей башибузуків вторгся в Копривштицю, і її розграбували, а мешканців забили. 3 травня Хасан бей увійшов у спустошене поселення і за його наказом захоплених повстанціі відправили до суду в Пловдив. Незабаром прибуває Хафіз-паша, який грабує місто вдруге.

#### Болгарське відродження
- Створення собору Успіння Пресвятої Богородиці (1817 р.) Створення школи «Св. Кирила і Мефодія»(1837)
- Заснування храму Св. Миколая (1839 р.)
- Заснування Національної бібліотеки (1869 р.)
- 20 квітня 1876 — цього дня (у старому стилі) в Копривштиці було оголошено Квітневе повстання.
- Тодор Каблешков написав знаменитий Кривавий лист. 20 квітня 1876 року кілька членів революційного комітету на чолі з Тодором Каблешковим убили турецьких поліцейських, які з'явились заарештувати останнього. Каблешков написав листа про початок повстання (так званий «кривавий лист», оскільки його було написано кров'ю убитого поліцейського), яке відправив до Панагюріште для Георгі Бенковскі. За кілька днів революціонери святкували перемогу, поки турецькі частини не зайняли Копривштицю й жорстоко розправились із повстанцями.
- Найден Геров видає «Словник болгарської мови з тлумаченням болгарської розмови і російської» (1895—1904).
- Архімандрит Євтімій, видає «Ювілейну колекцію минулого Копривштиця» (1926 р.)

#### Після звільнення
- Перший музей в Копривштиці був створений в громадському центрі в 1930 році. Це спільна музейна колекція з різними відділами: історією, етнографією, революційним рухом та ін. У 1935 р музей, вже значно збагачений, розташований на першому поверсі будинку Каблешкова, також призначений перший штатний музейний працівник.
- У місті та області діяла анархо-комуністична група[10], яка організувала атаку в Арабаконаці, і партизанська бригада «Георгій Бенковський».
- Розруха міста була зупинена оголошенням Копривщиці містом-музеєм в 1952 році. У 1971 році йому було надано статус архітектурно-історичного заповідника, а в 1978 році — національного архітектурного заповідника міжнародного значення.[11][12]
- У 1956 р створено Дирекцію музеїв з метою збереження, збагачення та популяризації культурної та історичної спадщини міста.[13]
- У 1970-х роках відбулося значне відновлення і збереження музеїв, пам'яток культури, а також вулиць міста, які були оголошені національним історичним заповідником. Рішення було прийняте 29 червня 1971 р. Другим урядом Тодора Живкова. За десять років держава інвестувала 28 мільйонів левів у будівництво 400 нових будинків та 100 нових ділянок. Найбільш значним пам'ятником, побудованим за цим рішенням, стає монумент Георгію Бенковському.[14]

## Населення
Згідно з переписом 2001 року  99,3%  визнали себе як болгари.
Населення - це переважно православні християни. На кінець 2009 року в м. Копривштиця проживає 2538 осіб.

## Політика

### Мер
Нинішній мер  - Генчо Дойчев Герданов (ГЕРБ) - з 2014 року переобраний  черговими місцевими виборами 2015 року.

## Освіта
У 1822 році в Копривштиці відкрили першу національну школу. У 1846 році Найден Геров відкрив першу класну школу в Болгарії. У цій новій класовій формі вивчаються світські дисципліни - загальна болгарська історія, болгарська граматика, арифметика, антропологія тощо.

## Культура та пам'ятки
Копривштиця є одним із ста національних туристичних об'єктів Болгарського туристичного союзу. У місті розташований архітектурно-історичний заповідник.  Є  туристичний інформаційний центр, а також  туристичній гуртожиток "Войводенець".
- Копривштиця є зручною відправною точкою по шляху до гірських притулків "Павел Делірадев", "Кристю Чолаков" і "Артьовиця" в західній частині Панагюрської Середньої гори,  на хребти "Богдан", "Барикади", "Чивіра" та "Бунтівна" у східній частині гори.[17]
- У 1961 - 2006[18][19] було відкрито фракійську резиденцію "Смиловене". Те , що робить її унікальною є той факт, що вона  побудована з великих, ідеально квадратних каменів  в стилі, типовому для конструкцій в Плисці та Преславі, який, як вважають, був завезений на Балканський півострів булгарами. Цікавим є те, що  2600 років тому була схожа резиденція фракійцями.[20]

### Музеї

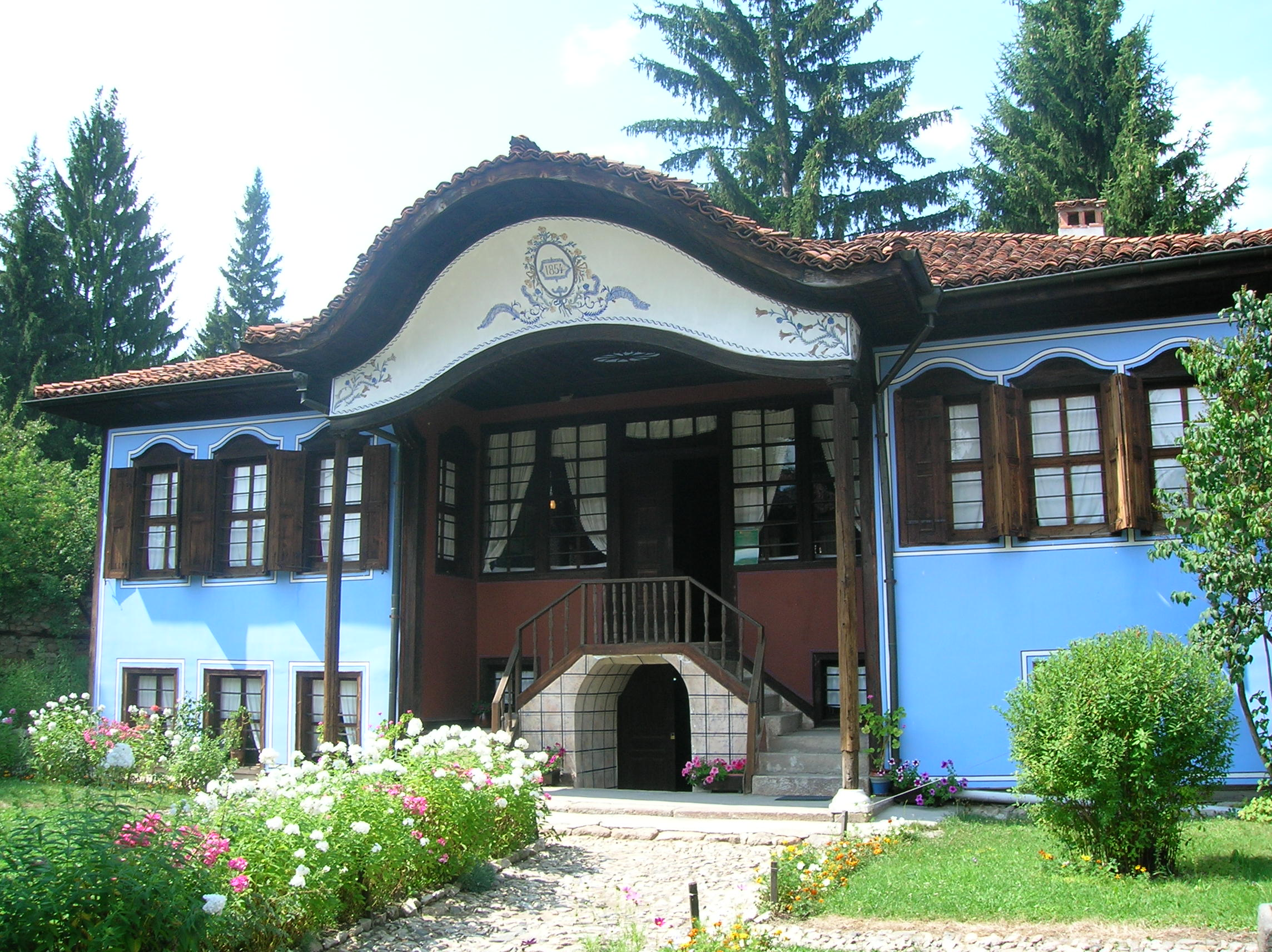
Лютовий будинок

У місті  можна побачити 6 будинків музеїв:
- Будинок-музей письменника Любена Каравелова
- Будинок-музей поета Димчо Дебелянова
- Будинок-музей революціонера Тодора Каблешкова
- Будинок-музей революціонера Георгі Бенковського
- Будинок - музей Ослеков будинок
- Будинок-музей  Петка Лютова

### Архітектурні та історичні пам'ятки

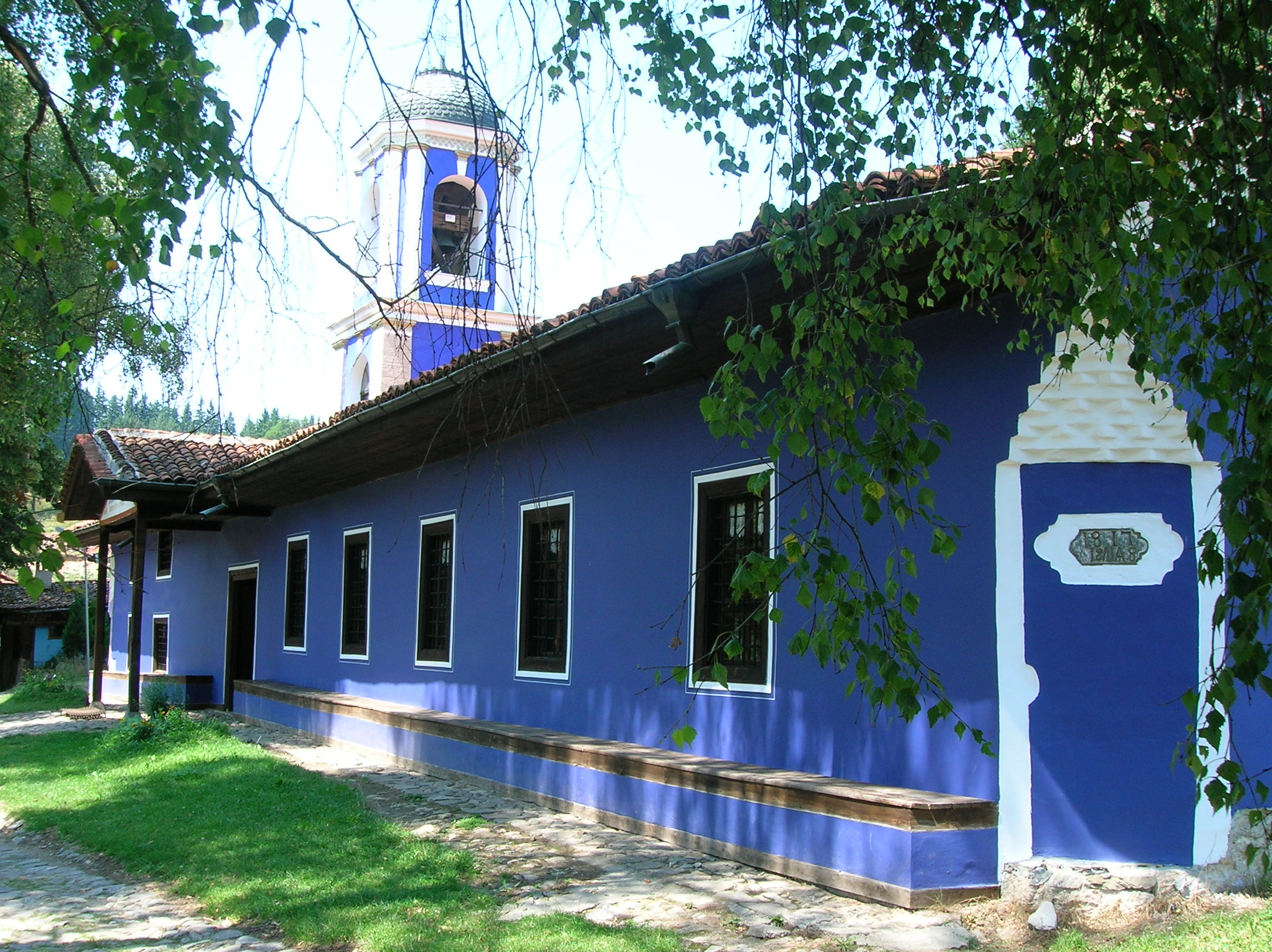
Церква Успіння Св. Богородиці

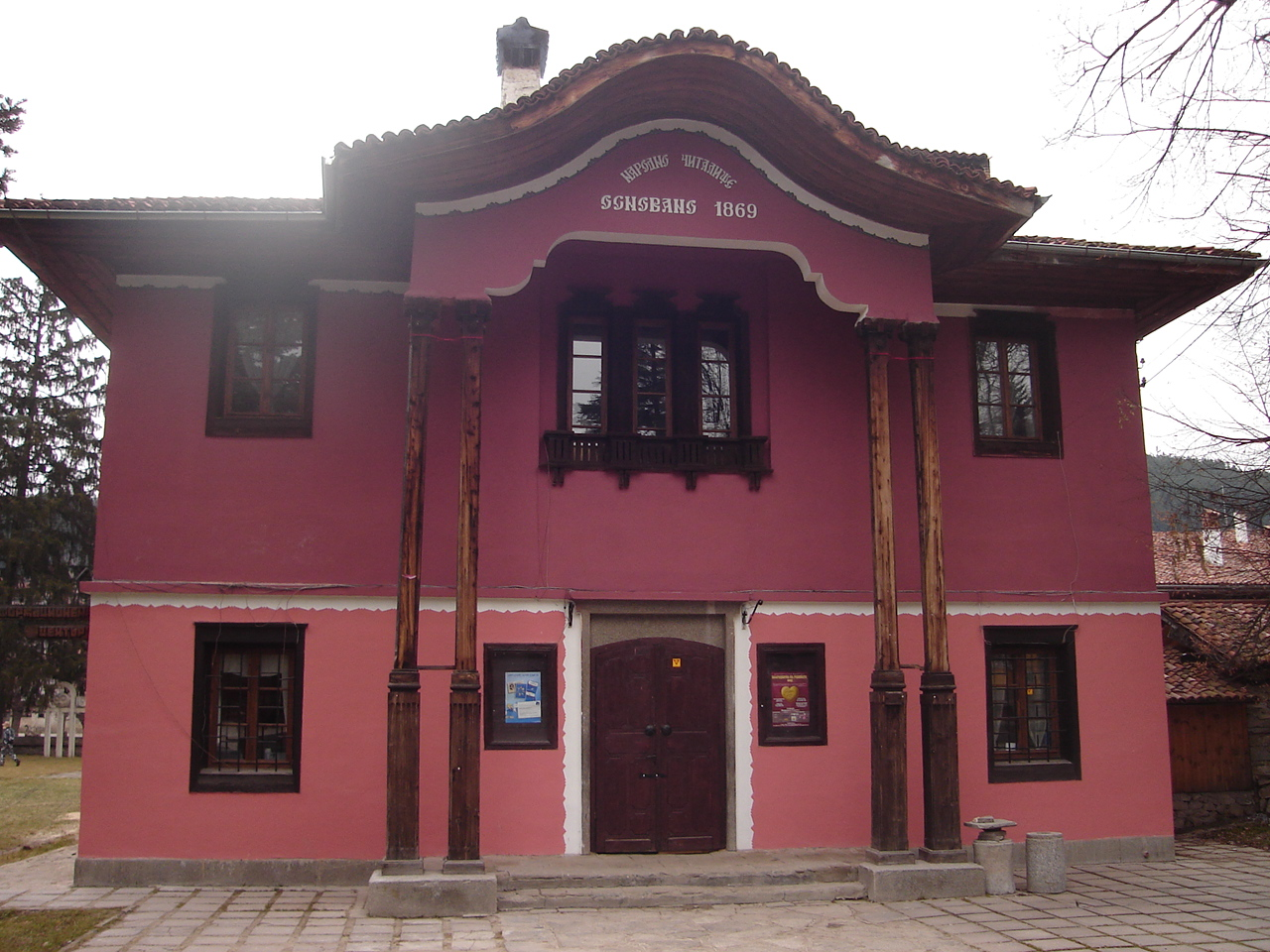
Громадський центр "Хаджа Ненчо Палавєєв"

- Церква  Успіння Св. Богородиці (1817)
- Церква "Св. Микола »(1839)
- Громадський центр "Хаджа Ненчо Палавеєв" (1869 г.)
- Школа "Св. Кирила і Мефодія"- друга спільна школа в Болгарії (1837) після габровської (1835), у якій викладав Неофіт Рильський, і перша класова школа в Болгарії (1846), створена Найденом Геровим. Сьогодні (2010) перетворилася на Живий музей.
- Склеп з останками копривштичан, загиблих у Квітневому повстанні
- Кам'яний міст «Перша гармата»

### Будинки  Відродження
У Копривштиці можна побачити характерну архітектуру відродження деяких з найбільш збережених і красиво оформлених будинків епохи.
- Старирадевий будинок
- Павликанський будинок
- Будинок Догана
- Мличков будинок
- Будинок Маркова
- Чаликова хата

### Фонтани (чешми)
У місті, крім старих будинків і незайманої природи, туристи можуть побачити і більше сорока фонтанів, побудованих в різні періоди історії. Хоча не всі з них збереглися, є багато кам'яних фасадів з характерною символікою. Деякі з найвідоміших фонтанів: Керекова чашма- 1751, Мирчова - 1857, Моравенова - 1843 та Бенева - 1850.  Це лише деякі з найяскравіших прикладів болгарської та християнської культури. 

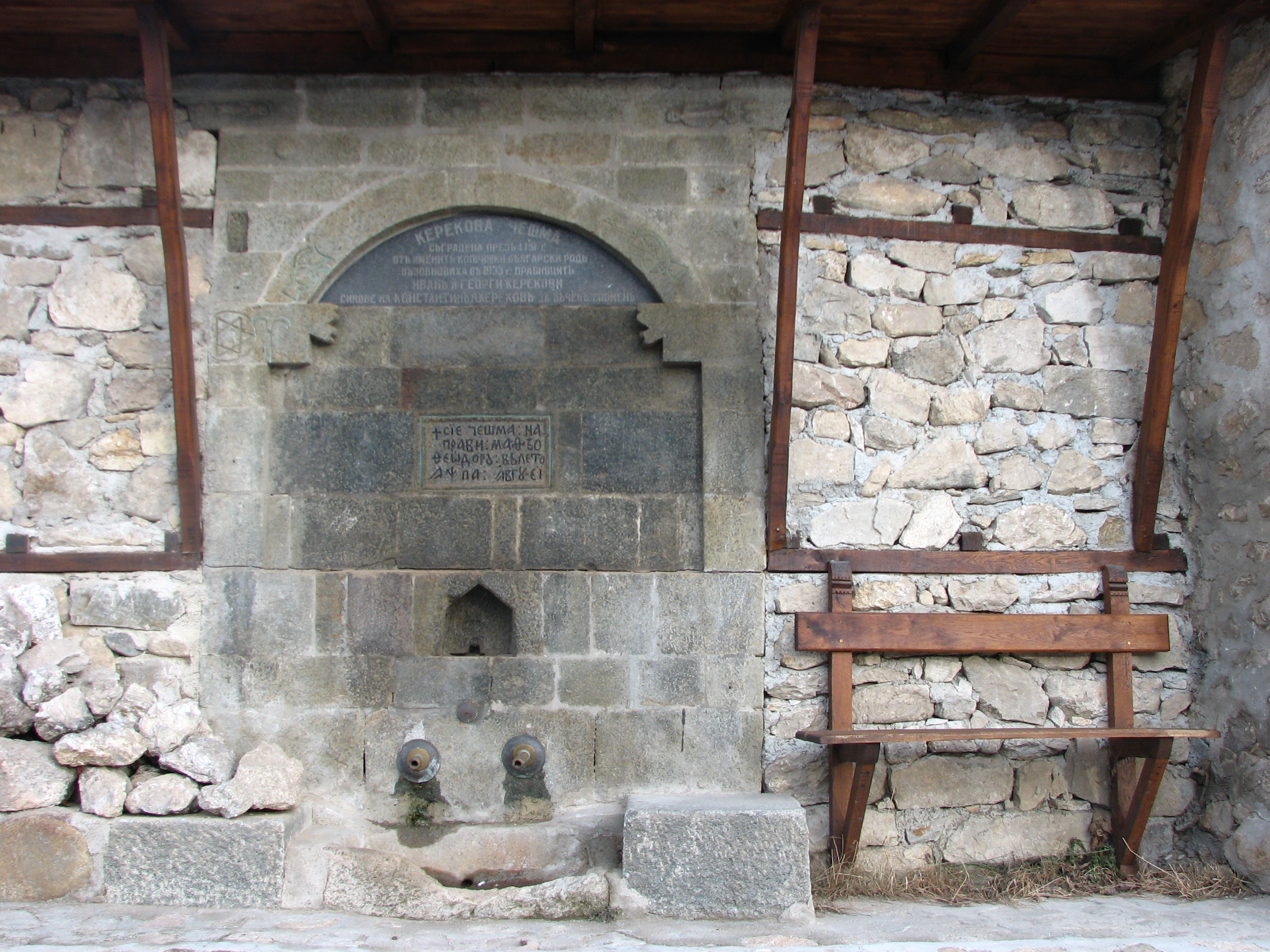
Керекова чашма

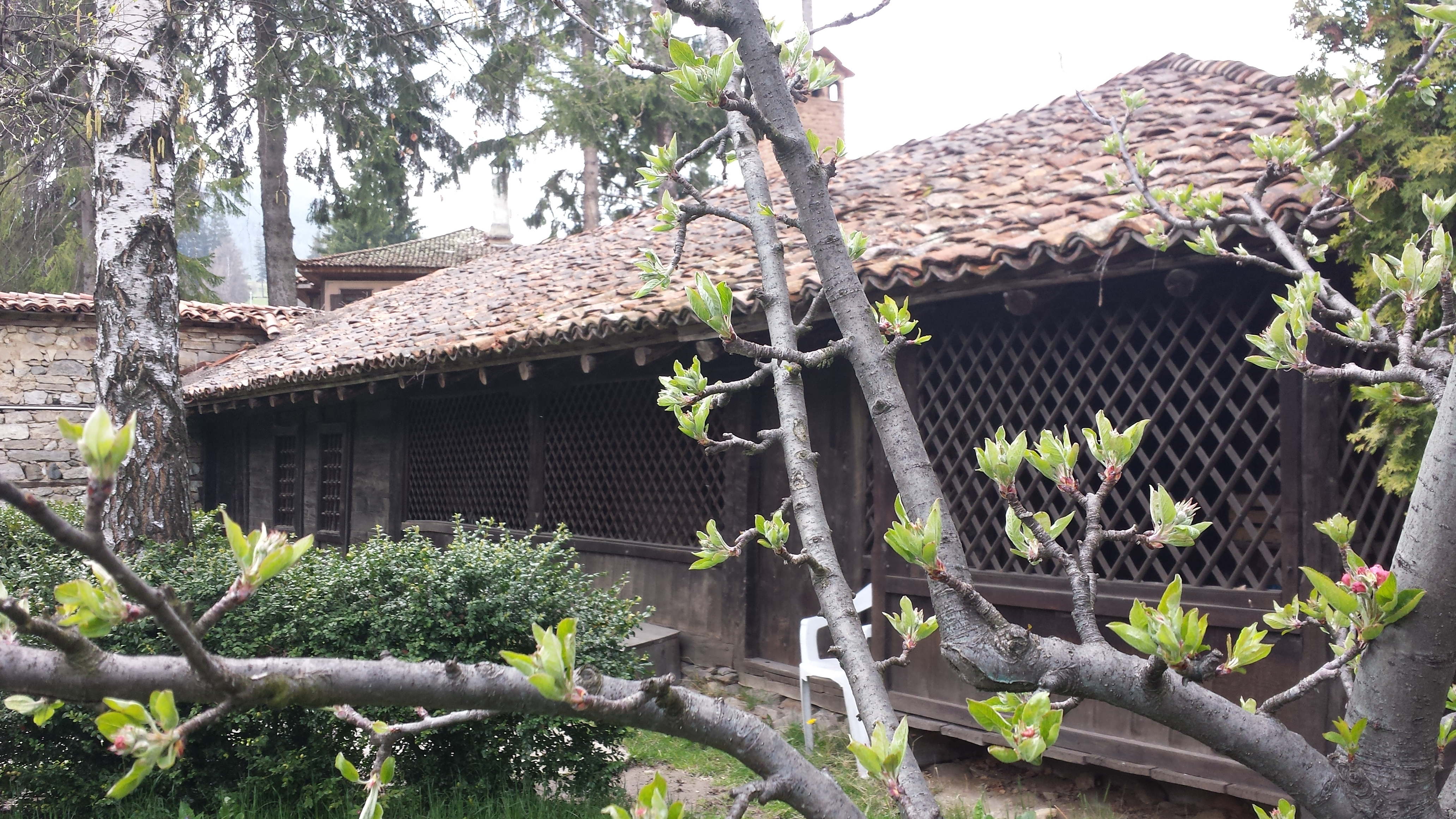
Павликанський будинок

### Природні пам'ятки
- Великий Богдан - найвища вершина Середніх гір (1604 м)
- Гора Св. Ілля - місце поклоніння
- Текучіні камені
- Заповідник "Богдан"
- Захищена територія "Вертепа"
- Пік Барикади - кам'яна колиба в урочищі "Хрест", історичний заповідник
- Природне явище "Кривий бук" - захищене дерево

### Регулярні події
- 1 березня - день самодіяльності з концертом у читацькому центрі "Хаджі Ненчо Палавеєв"
- 1 і 2 травня — святкування Квітневого повстання
- Серпень - національний збір болгарського народного мистецтва (кожні 5 років з 1965 року)
- 15 серпня - храмове свято  Св.  Богородиці
- Серпень - дні, присвячені Димчо Дебелянову

## Особи
У місті народились:
- Константин Босілков (1842-1919) — болгарський революціонер.
- Димчо Дебелянов (1887—1916) — болгарський поет.
- Дінчо Карамунчев (* 1955) — болгарський військовий.

## Зовнішні посилання
- Офіційний сайт м. Копривштиця [Архівовано 2 серпня 2012 у Wayback Machine.]
- Інформація, світлини, історія, особистості, пам'ятки, маршрути. [Архівовано 29 травня 2012 у Wayback Machine.] Все про Копривштицю [Архівовано 29 травня 2012 у Wayback Machine.]
- Інформаційний сайт  Копривштиці
- Фотографії з Копривштиці [Архівовано 6 січня 2019 у Wayback Machine.]
- Дев'ята Національний збір болгарського народного мистецтва Копривштиця 2005
- Груєв Й. Мої спогади. Пловдив, 1906
- Відео на You Tube з «гімном» Копривштиці [Архівовано 12 липня 2021 у Wayback Machine.]
- Відео до свята міста [Архівовано 6 січня 2022 у Wayback Machine.]

### Карти
- bgmaps.com[недоступне посилання з липня 2019]
- emaps.bg[недоступне посилання з червня 2019]

| Болгарія | Це незавершена стаття з географії Болгарії. Ви можете допомогти проєкту, виправивши або дописавши її. |